# 2006年冬季奧林匹克運動會中國香港代表團
香港於2月10至26日派出使用「中國香港」（法語：Hong Kong, Chine）名義的代表團參與義大利都灵舉行的2006年冬季奥林匹克运动会。是為香港第2次參與冬季奧運會，代表團選手僅有1位，為短道競速滑冰選手韓月雙。韓月雙本屆最佳成績為女子1,000公尺比賽第18位。

## 背景
香港於1952年首度參與夏季奥林匹克运动会，除抵制1980年莫斯科奧運會外每屆都有參與。香港當時由英國統治，直至1997年被移交至中華人民共和國。之後香港仍有權單獨派出代表團參與奧運會及其他國際體育賽事。香港於2002年鹽湖城首度參與冬季奧運會以來，從未獲得冬季奧運會獎牌。2006年冬季奧運會中國香港代表團團長為中國香港體育協會暨奧林匹克委員會義務秘書長彭冲，選手僅有1位，為短道競速滑冰選手韓月雙。韓月雙同時獲選為開幕式與閉幕式掌旗官。

## 短道競速滑冰
韓月雙參與杜林奧運會時為23歲。韓月雙已獲參賽資格，但自中国大陆吉林省移居香港僅有4年，本無權代表中國香港，但經彭冲與国际奥林匹克委员会協商而獲准代表。韓月雙賽前在吉林省隨省隊訓練。韓月雙在本屆參與500公尺、1,000公尺、1,500公尺共3小項比賽，在2月12日500公尺比賽進入第6輪，以47秒獲第4位，未晉級四分之一決賽，最終列第24位；在18日1,500公尺比賽第4輪預賽以2分36秒獲第5位，最終列第24位；在22日1,000公尺比賽以1分37秒獲第4輪預賽第3位，最終列第18位。韓月雙在下一屆的2010年冬季奧運會再度代表中國香港參賽。
| 運動員 | 項目          | 預賽     | 預賽 | 四分之一決賽 | 四分之一決賽 | 半決賽 | 半決賽 | 決賽   | 決賽 |
| 運動員 | 項目          | 成績     | 排名 | 成績         | 排名         | 成績   | 排名   | 成績   | 排名 |
| ------ | ------------- | -------- | ---- | ------------ | ------------ | ------ | ------ | ------ | ---- |
| 韓月雙 | 女子500公尺   | 47.087   | 4    | 未晉級       | 未晉級       | 未晉級 | 未晉級 | 未晉級 | 24   |
| 韓月雙 | 女子1,000公尺 | 1:37.883 | 3    | 未晉級       | 未晉級       | 未晉級 | 未晉級 | 未晉級 | 18   |
| 韓月雙 | 女子1,500公尺 | 2:36.233 | 5    | 未晉級       | 未晉級       | 未晉級 | 未晉級 | 未晉級 | 24   |